# Démontolvaj
A Démontolvaj (Demon Thief) Darren Shan író Démonvilág című ifjúsági horror könyvsorozatának második kötete.

## Története
|  | Alább a cselekmény részletei következnek! |

Főszereplője az első könyvhöz hasonlóan kiskorú fiú, név szerint Cornelius Fleck, aki születése óta különös fényfoltokat lát. Ám ezeket rajta kívül senki sem látja, ezért már az iskola elkezdésekor "bajba" került és attól kezdve mindenki kerüli a fiút.
A magány súlya csak később érinti Kernelt ( kiskorában nem tudta kimondani nevét csak így és ez rajta is ragadt), ami egy igen különös látogatást eredményez és csak napok múltán tér vissza öccsével a karjaiban. A szülei természetesen kiborulnak, majd Kernel számára ismeretlen okokból költözésre adják fejüket. Egy Panskinston nevű kis faluba költöznek, ahol senki sem ismeri őket. Itt kezdenek új életet és már egy éve élnek a falucskában. Kernelnek hiányzik ugyan a város, mégis nagyon boldog Arttal, az öccsével. Az egyik reggelen, amikor Kernel iskolába indul Arttal, akit a bölcsibe kell beadnia, a falu boszorkánya, Mrs. Egin ijeszt rá. Az idős asszony szinte halálra rémíti Kernelt. Megjósolja a fiúnak, hogy az látni fogja az asszony halálát, valamint azt az utasítást adja Kernelnek, hogy keresse meg a tolvajt, csak azt nem közli, hogy milyen tolvajt. Egyszer aztán a szülei elmennek egy közeli város vásárára, de a fiúkat nem vihetik, merthogy az "nem szokás", így Kernel és Art Sally házában marad.
Az egyik nap aztán Mrs. Egin felrobban a gyerekek és egy tanár szeme láttára. Semmi sem marad belőle csupán egy véres tócsa, néhány maradvány a testét alkotó húsból, valamint egy szürke fényfolt, melyet már a többiek is jól látnak. Ekkor kijön egy démon a fényből és mészárlásba kezd. A démont Hullának hívják - a történet későbbi részében "fontos" szerepet tölt be. Nem sokkal utána érkezik négy ember, akik visszakergetik a démont a fénybe, de nem azelőtt, hogy az elrabolja Kernel kisöccsét, majd üldözőbe veszik a démont. Kernel is utánuk megy és egy egészen másik világban találja magát, a sikító fák erdejében. Céltalanul bolyong egy darabig, de észreveszi, hogy a fények egy irányba haladnak pulzálva, így követni kezdi azokat.
Ennek köszönhetően meg is találja a négy embert, akik közül háromról kiderül hogy mágusok (Sharmila, Nadia és Raz), a negyedik pedig egy született varázsló (Beranabus), a mesterük. Kisebb vita után Kernel csatlakozik a csapathoz, hogy felkutassa az öccsét elrabló tolvajt, Hullát. Az utazás azonban tele van veszéllyel és az egyik ilyen már-már halálos eset alkalmával Kernel rájön, hogyan is képes használni képességét. A pulzáló fénye egymáshoz illesztésével képes kaput nyitni más világokba és így próbálja menteni magát és társait. Csakhogy a következő világban még nagyobb veszélybe kerülnek, ahonnan Kernel és a Nadia nevű tanítvány elmenekül az emberek világába.
A démonvilágban közben meghal az egyikük, Raz.
Itt a tanítvány magára hagyja Kernelt, mivel visszaakar menni Beranabushoz, míg Nadia nem hajlandó visszamenni. Pulzáló fények után kezd kutatni mígnem az egyik elvezeti egy punkkoncertre, ahová természetesen nem engedik be, akárhogy is próbálkozik, így hátulról próbál szerencsét. Ekkor meglepetés éri, mivel két tanítvánnyal is találkozik. Az egyikük egy katonai egyenruhát viselő, idősebb férfi, akinek ujjaira van tetoválva a neve: SHARK. A másik férfi egy fiatal punk, Dervish Grady, aki épp az első küldetésén vesz részt, ami pedig nem más, minthogy meggátolják egy kapu kinyitását. Ez azonban nem sikerül, de csellel vissza tudják zavarni a démont a saját világába, majd Kernel is átmegy persze.

### Cápa és Dervish társaságában
Kernel megtalálja a varázslót, aki aztán visszarángatja a csapathoz az elkóborolt tanítványt és egy megállapodás után Kernel megpróbálja felkutatni a Kah-Gash nevű fegyvert, de nem sikerül, így az öccse után indulnak és Vész Herceg birodalmába jutnak. Itt a démonmester „vendégül látja” őket. A varázsló megállapodást köt Vész Herceggel és így megkapja Hullát.
Vész herceg azt az ajánlatot teszi Kernelnek, hogyha az útvesztőjében megtalálja a démontolvajt (legfeljebb háromszor tippelhet), akkor visszakaphatja az öccsét. Ha nem sikerül akkor nyilván szenvedés vár rá a démonvilágban (Vész herceg dönt Kernel lelkéről). 
Így Kernel is alkura kényszerül, amibe Dervish és Cápa is belekeveredik, sőt még Nadia is bekerül a képbe aki megmenti Kernel életét, viszont cserébe magát kell felajánlania Vész hercegnek. Kernel megnyeri a játszmát és elmehet, csakhogy Kernel úgy dönt, hogy ezt öccse nélkül teszi. Ennek az az oka, hogy az eredeti tolvaj maga Kernel volt, ugyanis ő maga lopta el Artot, teljes nevén Artériát Vész herceg birodalmából, amikor egy évvel ezelőtt, nagy magányában látogatást tett a Démonvilágban.
Visszatérve szüleihez azonban egészen más fogadtatásban részesül, mint azt várta, majd ismét költöznek. Most egy nagyvárosba telepednek át, ahol Kernel nem járhat iskolába, ismét egyedül van és úgy érzi, hogy szülei vádolják őt azért, hogy visszatért.
Többé már nem tartozott ahhoz a világhoz.
Így aztán visszatér a varázsló oldalára. Az ismételt találkozás alkalmával azonban egy titokra is fény derül, ami megpecsételi az ifjú Cornelius Fleck sorsát. Rájönnek ugyanis arra, hogy az elveszett fegyver egy darabja maga Kernel.
|  | Itt a vége a cselekmény részletezésének! |

## Magyarul
- Démontolvaj; ford. F. Nagy Piroska; Móra, Bp., 2006 (Démonvilág, 2.)